# Élections générales prince-édouardiennes de 2023
Les élections générales prince-édouardiennes de 2023 ont lieu le 3 avril 2023 afin d'élire les 27 membres de l'Assemblée législative de l'Île-du-Prince-Édouard.
Le Parti progressiste-conservateur du premier ministre sortant, Dennis King, est reconduit à une large majorité.

## Contexte
Les élections générales d'avril 2019 donnent lieu a une alternance. Le Parti libéral (PL) au pouvoir depuis 2007 enregistre un net recul en voix et perd sa majorité des sièges au profit du Parti progressiste-conservateur (PPC). Le premier ministre Wade MacLauchlan cède par conséquent sa place au dirigeant du PPC, Dennis King, qui prend la tête d'un gouvernement minoritaire.
Un référendum sur un passage à un mode de scrutin proportionnel mixte similaire au système électoral allemand, organisé en même temps que les élections de 2019, aboutit à l'échec de la proposition, entrainant le maintien du statu quo. Les élections de 2023 sont par conséquent toujours organisées au scrutin majoritaire. Initialement prévues pour le 2 octobre 2023, ces dernières sont convoquées pour le 2 avril 2023 par Dennis King après sa ré-investiture par le PPC le 6 mars précédent.

## Mode de scrutin
L'assemblée législative est composée de 27 sièges pourvus pour quatre ans au scrutin uninominal majoritaire à un tour. Chaque circonscription représente environ 5 000 personnes.
Hormis les cas de convocation anticipée des élections par le lieutenant-gouverneur, celles-ci ont normalement lieu le premier lundi d'octobre de la quatrième année suivant le précédent scrutin.

## Forces en présence
| Parti politique | Parti politique                                         | Idéologie                                         | Chef              | Députés      | Députés            | Députés   |
| Parti politique | Parti politique                                         | Idéologie                                         | Chef              | Élus en 2019 | A la disso- lution | Candidats |
| --------------- | ------------------------------------------------------- | ------------------------------------------------- | ----------------- | ------------ | ------------------ | --------- |
|                 | Progressiste-conservateur Progressive Conservative (PC) | Centre droit Conservatisme, libéral-conservatisme | Dennis King       | 13           | 15                 | 27        |
|                 | Parti vert Green party (Verts)                          | Gauche Écologisme, progressisme                   | Peter Bevan-Baker | 8            | 8                  | 25        |
|                 | Parti libéral Liberal Party (LIB)                       | Centre Libéralisme                                | Sharon Cameron    | 6            | 4                  | 25        |
|                 | Nouveau Parti démocratique New Democratic Party (NPD)   | Centre gauche Social-démocratie                   | Michelle Neill    | 0            | 0                  | 27        |
|                 | Parti de l'île Island party                             |                                                   | Cecile Sly        | 0            | 0                  | 11        |
|                 | Indépendants                                            | Indépendants                                      | Indépendants      | 0            | 0                  | 4         |
| Total           | Total                                                   | Total                                             | Total             | 27           | 27                 | 119       |

## Sondages
Pour des raisons techniques, il est temporairement impossible d'afficher le graphique qui aurait dû être présenté ici.

## Résultats
|                           |                                 |        |       |       |        |               |  |  |  |  |  |  |  |  |
| Parti                     | Parti                           | Voix   | %     | +/-   | Sièges | +/-           |  |  |  |  |  |  |  |  |
|                           | Parti progressiste-conservateur | 41 828 | 55,92 | 19,19 | 22     | 9             |  |  |  |  |  |  |  |  |
|                           | Parti vert                      | 16 134 | 21,57 | 8,98  | 2      | 2             |  |  |  |  |  |  |  |  |
|                           | Parti libéral                   | 12 876 | 17,21 | 12,20 | 3      | 3             |  |  |  |  |  |  |  |  |
|                           | Nouveau Parti démocratique      | 3 359  | 4,49  | 1,53  | 0      | en stagnation |  |  |  |  |  |  |  |  |
|                           | Parti de l'île                  | 411    | 0,55  | Nv    | 0      | en stagnation |  |  |  |  |  |  |  |  |
|                           | Indépendants                    | 184    | 0,25  | 0,09  | 0      | en stagnation |  |  |  |  |  |  |  |  |
|                           |                                 |        |       |       |        |               |  |  |  |  |  |  |  |  |
| Suffrages exprimés        | Suffrages exprimés              | 74 792 |       |       |        |               |  |  |  |  |  |  |  |  |
| Votes blancs et invalides |                                 |        |       |       |        |               |  |  |  |  |  |  |  |  |
| Total                     | Total                           |        | 100   | –     | 27     | en stagnation |  |  |  |  |  |  |  |  |
| Abstentions               |                                 |        |       |       |        |               |  |  |  |  |  |  |  |  |
| Inscrits / participation  |                                 |        |       |       |        |               |  |  |  |  |  |  |  |  |

## Analyse

Résultats par circonscription

Les élections sont une écrasante victoire pour le Parti progressiste-conservateur du Premier ministre Dennis King, qui remporte une large majorité des sièges, l'ensemble des partis d'opposition présents à l'assemblée observant un fort recul,.